# Sogny-en-l'Angle
Sogny-en-l'Angle è un comune francese di 43 abitanti situato nel dipartimento della Marna nella regione del Grand Est.

## Società

### Evoluzione demografica
Abitanti censiti